# Quartier du Petit-Montrouge
Koordinaten: 48° 50′ N, 2° 20′ O
Das Quartier du Petit-Montrouge ist ein Stadtviertel von Paris. Es ist seit 1860 das 55. der 80 Quartiers der Stadt und gehört zum 14. Arrondissement. Das nach einer der Hauptstraßen auch Quartier Alésia benannte Stadtviertel gehörte ursprünglich zur Gemeinde Montrouge, die südlich der Stadtgrenze liegt.

## Lage

Lage des Quartiers im 14. Arrondissement

Petit-Montrouge wird begrenzt durch die Rue de la Tombe Issoire und die Rue Emile Faguet im Osten, den Boulevard Romain Rolland im Süden, die Avenue de la Porte de Châtillon, die Rue des Plantes und die Rue Gassendi im Westen, sowie die Rue Daguerre und den Boulevard Saint-Jacques im Norden. Die benachbarten Stadtviertel sind im Osten das Quartier du Parc de Montsouris, im Westen das Quartier de Plaisance und im Norden das Quartier du Montparnasse. Südlich grenzt die Gemeinde Montrouge an Petit-Montrouge. Aus topografischer Sicht liegt Petit-Montrouge auf dem linken flachen Ufer der Bièvre.

## Geschichte

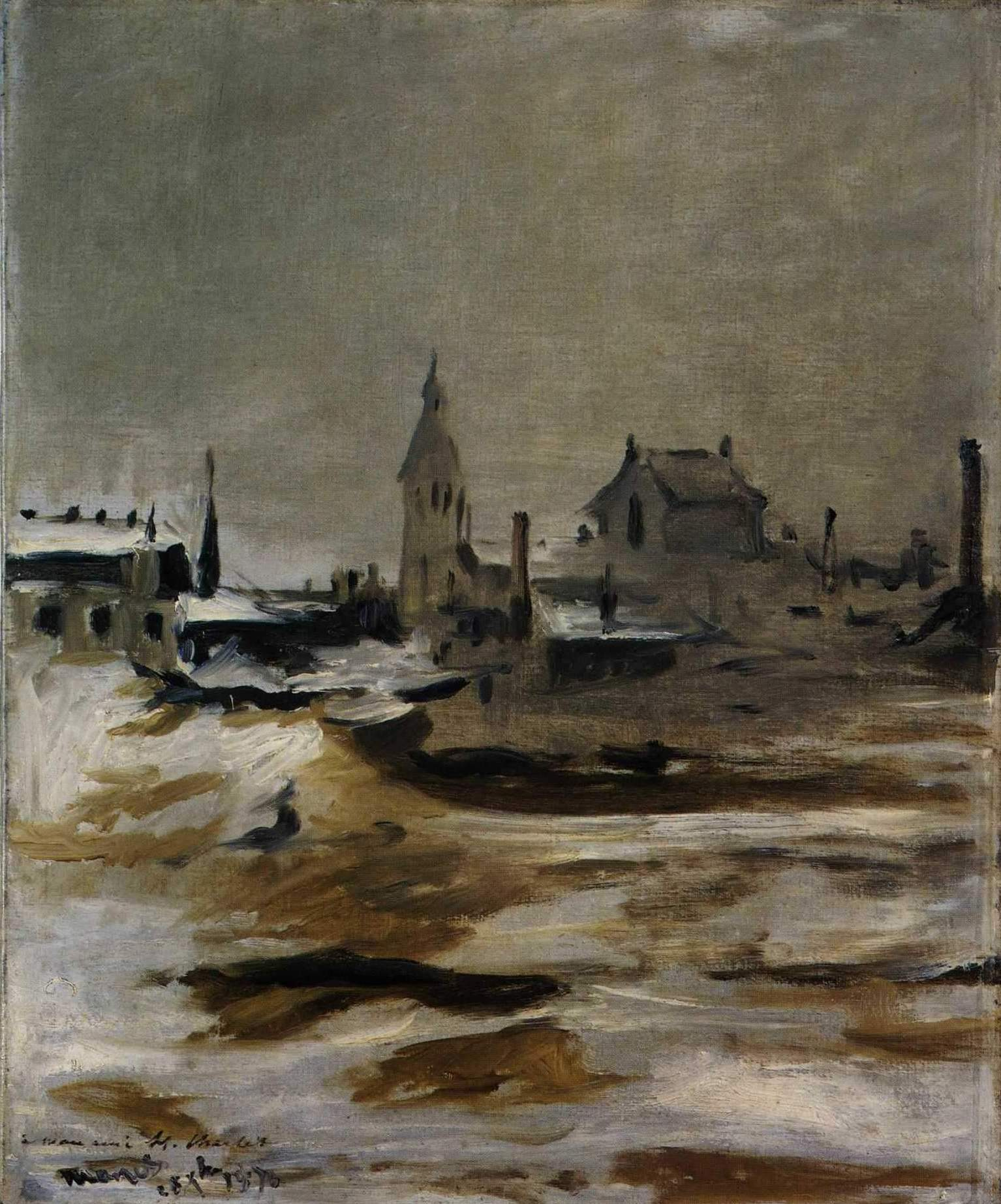
Effet de neige à Petit-Montrouge (Édouard Manet)

Am heutigen Place Hélène et Victor Basch (auch Carrefour Alésia genannt) befand sich die Kreuzung der alten Handelsstraßen von Paris nach Chartres und Orléans. Hier entstand eine kleine, durch Landwirtschaft geprägte Siedlung, die zur Gemeinde Montrouge gehörte und Petit-Montrouge genannt wurde. 1836 gründete hier der Abbé Migne genannte Jacques Paul Migne sein Verlagshaus für religiöse Werke. Zentrum von Petit-Montrouge war die 1838 errichtete Kapelle Saint Pierre, die im Bereich zwischen der heutigen Rue Thibaud und der Passage Rimbaud stand. 1860 erfolgte die Eingemeindung von Petit-Montrouge in das neu geschaffene 14. Arrondissement von Paris. In der Folgezeit entwickelte sich das Stadtviertel zu einem Arbeiterwohnviertel, in dem sich kleinere Handwerks- und Handelsbetriebe ansiedelten. Seit den 1960er Jahren wandelt sich das Viertel zu einem bevorzugten Wohnviertel des Mittelstandes.
Im 21. Jahrhundert wurde damit begonnen, das Viertel in eine «Quartier vert» (deutsch günes Viertel) zu verwandeln. Die Veränderung besteht vor allem darin, den Autoverkehr zu reduzieren, umweltfreundliche Verkehrsmittel zu fördern und Bepflanzungen anzulegen. Diese Veränderung, die später auf andere Stadtteile der Hauptstadt ausgedehnt wurde, wird je nach Nutzer (z. B. Bewohner, Autofahrer oder Händler) unterschiedlich aufgenommen. In der Folge hat sich der Verkehr auf die Avenue du Général Leclerc, die quer durch das Viertel verläuft, verlagert. Der Bau der Straßenbahn T3 (von 2003 bis 2006), die am Rande entlang des Boulevards des Maréchaux verläuft und der Ausbau der Metrolinie 4 brachte etwas Erleichterung.

## Sehenswürdigkeiten
- Katakomben von Paris
- St-Pierre de Montrouge